# 3461 Mandelshtam
A 3461 Mandelshtam (ideiglenes jelöléssel 1977 SA1) a Naprendszer kisbolygóövében található aszteroida. Nyikolaj Sztyepanovics Csernih fedezte fel 1977. szeptember 18-án.